# Липшюц, Сэмюэл
Сэмюэл (Саломон) Липшюц (венг. Samuel (Salomon) Lipschütz; 4 июня 1863, Унгвар — 30 ноября 1905, Гамбург) — один из сильнейших шахматистов США в начале 1890-х годов. 
Уроженец Австро-Венгрии, в 1880 переехал в Нью-Йорк. В международном турнире в Лондоне (1886) занял 6-е место, одержав победы над И. Цукертортом и Д. Маккензи, после чего считался первым шахматистом США. В Нью-Йоркском международном турнире (1889, 6-й Американский шахматный конгресс) занял 6-е место (лучший результат среди американских участников). 
Выиграл матчи у Ю. Делмара — 8½ : 4½ (1890; +7 −3 =3) и Дж. Шовальтера — 10½ : 4½ (1892; +7 −1 =7).